# Jozef Juriga
Jozef Juriga (* 9. září 1968) je bývalý slovenský fotbalista, záložník.

## Klubová kariéra
Hrál za Slovan Bratislava, FC Spartak Trnava, FC Artmedia Petržalka, v Německu za SF Siegen a BV Cloppenburg a poté opět na Slovensku za Ozetu Duklu Trenčín. V evropských pohárech nastoupil v 8 utkáních, v Poháru mistrů ve 2 utkáních, v Poháru vítězů pohárů ve 2 utkáních a v Poháru UEFA ve 4 utkáních. Je mistrem Československa z roku 2002.

## Ligová bilance
| Ročník                                   | Zápasy | Góly | Klub                |
| ---------------------------------------- | ------ | ---- | ------------------- |
| 1. československá fotbalová liga 1988/89 | 25     | 1    | Slovan Bratislava   |
| 1. československá fotbalová liga 1989/90 | 26     | 5    | Slovan Bratislava   |
| 1. československá fotbalová liga 1990/91 | 24     | 0    | Slovan Bratislava   |
| 1. československá fotbalová liga 1991/92 | 22     | 2    | Slovan Bratislava   |
| 1. československá fotbalová liga 1992/93 | 19     | 1    | Slovan Bratislava   |
| 1. slovenská fotbalová liga 1993/94      | 24     | 0    | Spartak Trnava      |
| 1. slovenská fotbalová liga 1994/95      | 12     | 1    | Slovan Bratislava   |
| 1. slovenská fotbalová liga 1995/96      | 29     | 1    | Slovan Bratislava   |
| 1. slovenská fotbalová liga 1996/97      | 21     | 2    | Slovan Bratislava   |
| Mars superliga 1997/98                   | 27     | 1    | Artmedie Petržalka  |
| Mars superliga 1998/99                   | 23     | 0    | Artmedie Petržalka  |
| Mars superliga 2001/02                   | 12     | 0    | Ozeta Dukla Trenčín |
| CELKEM                                   | 264    | 14   |                     |

## Reprezentace
6. září 1995 debutoval v A-mužstvu Slovenska v přátelském zápase v Košicích proti Izraeli, který domácí vyhráli 1:0. Juriga nastoupil v základní sestavě a odehrál kompletní utkání.
Svůj první reprezentační gól zaznamenal v domácím přátelském utkání 27. března 1996 proti Bělorusku, které domácí tým vyhrál v Nitře 4:0. Juriga se prosadil v 83. minutě a uzavřel gólový účet zápasu.
Za reprezentaci Slovenska odehrál celkem 6 utkání a vstřelil 2 góly.

### Reprezentační zápasy a góly
Zápasy Jozefa Jurigy v A-mužstvu Slovenska
| Rok    | Zápasy | Góly |
| ------ | ------ | ---- |
| 1995   | 3      | 0    |
| 1996   | 3      | 2    |
| Celkem | 6      | 2    |

Góly Jozefa Jurigy za A-mužstvo Slovenska
| Gól č. | Datum           | Stadion                     | Soupeř    | Skóre (min.) | Výsledek | Soutěž           |
| ------ | --------------- | --------------------------- | --------- | ------------ | -------- | ---------------- |
| 01     | 27. března 1996 | Nitra                       | Bělorusko | 04:0 0(83.)  | 4:0      | přátelské utkání |
| 02     | 18. května 1996 | Soldier Field, Chicago, USA | Mexiko    | 0?:2 0(65.)  | 5:2      | přátelské utkání |